# Kupovi Kraljevine Jugoslavije
Le Kupovi Kraljevine Jugoslavije (it. "Coppe del Regno di Jugoslavia") furono una serie di competizioni calcistiche organizzate dalla JNS, la federazione calcistica del Regno di Jugoslavia.
Negli anni '20 si tenne anche la Kup kralja Aleksandra, competizione riservata alle rappresentative delle sottofederazioni calcistiche attive nel periodo (Zagabria, Belgrado, Spalato, Subotica, Lubiana, Osijek e Sarajevo), anziché alle squadre di club.
Si tennero ad intermittenza dal 1923 al 1939; su 6 edizioni, cinque furono ad eliminazione diretta ed una con la formula del girone unico, l'unica compagine a vincerla in più di una occasione fu lo SK Jugoslavija.
La dicitura è al plurale poiché il torneo cambiò spesso il nome ed il numero di partecipanti:

1923: Kup Jugoslavenskog nogometnog saveza (Coppa della Federcalcio jugoslava)

1930: Savezni kup JNS-a (Coppa Federale JNS)

1934: Kup Sedmorice (Coppa dei sette)

1936: Jugokup (Coppa Jugo)

1937-38 e 1938-39: Zimski jugo-kup (Coppa Jugo invernale)

## Albo d'oro
| Edizione | Nome                                 | Vincitore          | Finalista          | Risultato                                                                            | Note                                                                                 |
| -------- | ------------------------------------ | ------------------ | ------------------ | ------------------------------------------------------------------------------------ | ------------------------------------------------------------------------------------ |
| 1923     | Kup Jugoslavenskog nogometnog saveza | HAŠK Zagabria      | Concordia Zagabria | 2–0                                                                                  | Parteciparono solo le migliori 4 squadre della sottofederazione di Zagabria          |
| 1930     | Savezni kup JNS-a                    | SAND Subotica      | SAŠK               | 2–2 2–1                                                                              | Le finali si giocarono nell'aprile 1931                                              |
| 1934     | Kup Sedmorice                        | BSK Belgrado       | Hajduk Spalato     | Girone unico fra 7 squadre, fu chiamato anche "Jugokup" o "Torneo unificato BLP-ZNP" | Girone unico fra 7 squadre, fu chiamato anche "Jugokup" o "Torneo unificato BLP-ZNP" |
| 1936     | Jugokup                              | Jugoslavija        | Građanski Zagabria | 1–2 4–0                                                                              | Chiamata anche "Jugoslavenski kup"                                                   |
| 1937-38  | Zimski jugo-kup                      | Građanski Zagabria | BSK Belgrado       | 4–1 2–2                                                                              |                                                                                      |
| 1938-39  | Zimski jugo-kup                      | Jugoslavija        | Slavija            | 5–1 0–0                                                                              | Le finali si disputarono, entrambe a Belgrado, nel gennaio 1940                      |